# Aaron Civale
Aaron James Civale (East Windsor, Connecticut, 12 de junio de 1995), más conocido como Aaron Civale, es un jugador profesional estadounidense de béisbol que se desempeña en la posición de lanzador en Milwaukee Brewers, equipo de las Grandes Ligas de Béisbol (MLB).

## Carrera
Civale hizo su debut en la MLB con el equipo Cleveland Guardians, en el cual jugó cinco temporadas (2019-2023), después pasó a Tampa Bay Rays (2023-2024), posteriormente a Milwaukee Brewers, donde lleva jugando una temporada.